# Dysmicoccus trispinosus
Dysmicoccus trispinosus är en insektsart som först beskrevs av Hall 1923.  Dysmicoccus trispinosus ingår i släktet Dysmicoccus och familjen ullsköldlöss. Inga underarter finns listade i Catalogue of Life.